# Точильне
Точи́льне (рос. Точильное) — село у складі Смоленського району Алтайського краю, Росія. Адміністративний центр та єдиний населений пункт Точилинської сільської ради.

## Населення
Населення — 1292 особи (2010; 1297 у 2002).
Національний склад (станом на 2002 рік):
- росіяни — 93 %